# 23063 Ліхтман
23063 Ліхтман (23063 Lichtman) — астероїд головного поясу, відкритий 7 грудня 1999 року.
Тіссеранів параметр щодо Юпітера — 3,316.